# Moiré (Rhône)
Moiré (auch: Moiré-en-Beaujolais) ist eine französische Gemeinde mit 243 Einwohnern (Stand: 1. Januar 2022) im  Département Rhône in der Region Auvergne-Rhône-Alpes. Sie gehört zum Arrondissement Villefranche-sur-Saône, zum Kanton Val d’Oingt und ist Mitglied im Gemeindeverband Beaujolais Pierres Dorées. Die Einwohner werden Moiréens genannt.

## Geographie
Moiré liegt rund 25 Kilometer nordwestlich von Lyon und etwa zehn Kilometer südwestlich von Villefranche-sur-Saône im Weinbaugebiet Bourgogne. 

### Nachbargemeinden
Umgeben wird Moiré von den Nachbargemeinden Theizé im Norden und Nordosten, Frontenas im Osten, Bagnols im Süden, Val d’Oingt mit Le Bois-d’Oingt im Westen und Oingt im Nordwesten.

## Bevölkerungsentwicklung
| Jahr                       | 1962 | 1968 | 1975 | 1982 | 1990 | 1999 | 2006 | 2014 |
| Einwohner                  | 112  | 110  | 123  | 141  | 169  | 178  | 198  | 199  |
| Quellen: Cassini und INSEE |      |      |      |      |      |      |      |      |

## Sehenswürdigkeiten

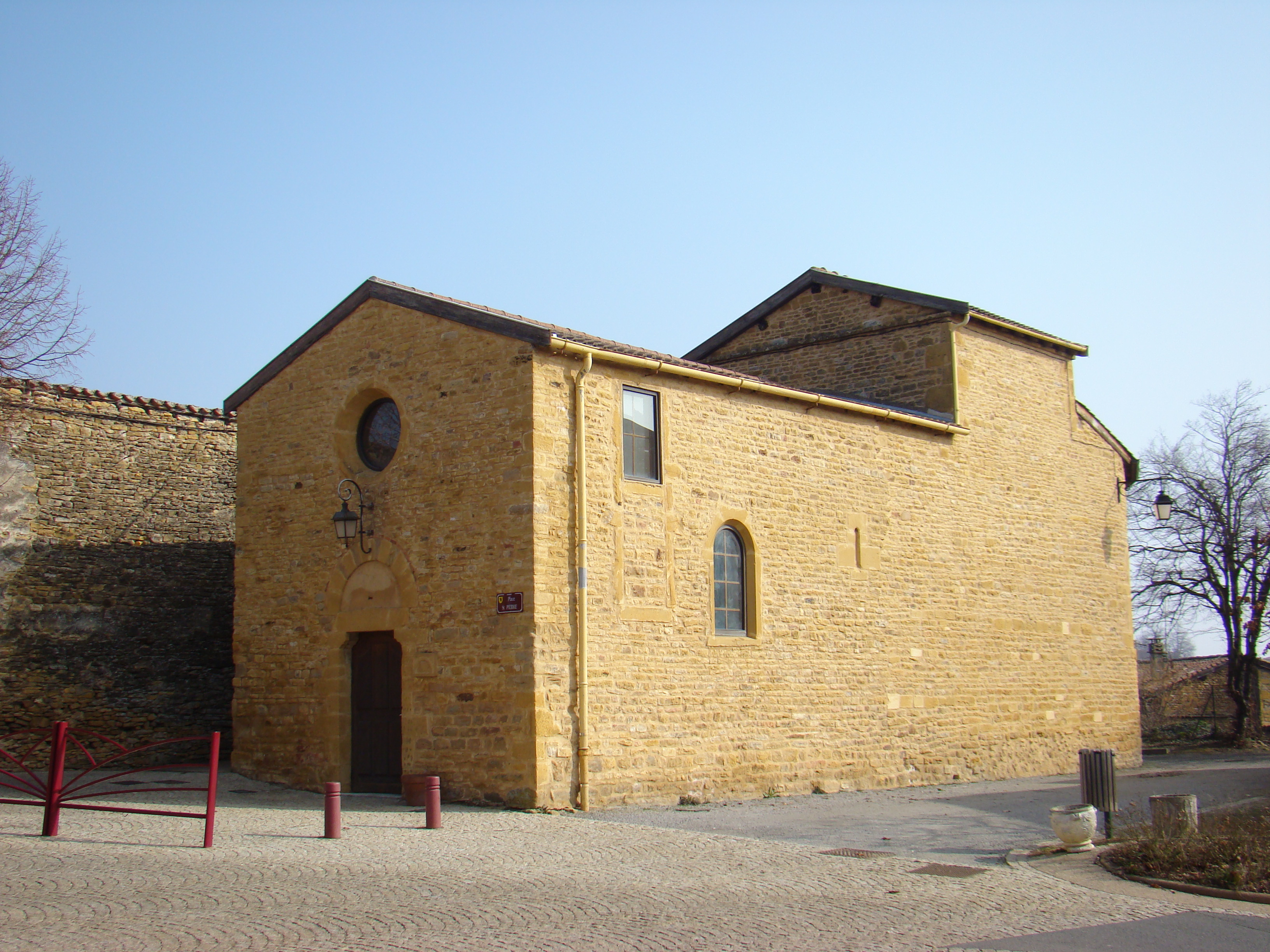
Kapelle Saint-Pierre

- Kapelle Saint-Pierre

## Persönlichkeiten
- Lucien Romier (1885–1944), Historiker, Journalist und Minister im Vichy-Regime